# Willum Nielsen
Willum Nielsen var en dansk cykelrytter, som ved de første vedensmesterskaber på landevej i København 1921 blev nummer to i amatørernes 190 kilometer løb, 4 min. 53 sec. efter svenskeren Gunnar Sköld.
Han vandt også sølv ved DM 1918 og bronze 1920. Han kørte som professionel 1922-1924.